# شمشون: الفلم
شمشون: الفيلم (بالإنجليزية: Plankton: The Movie) هو فيلم رسوم متحركة كوميدي موسيقي أمريكي، مقتبس من مسلسل سبونج بوب سكوير بانتس، من تأليف ستيفن هيلنبرغ. أخرج الفيلم ديف نيدهام وكتب السيناريو كاز وكريس فيسكاردي ودوغلاس لورانس، وهو مبني على قصة من تأليف لورانس. وهو الفيلم الثاني في سلسلة أفلام مشتقة من شخصيات سبونج بوب، بعد الفيلم الأول الذي صدر عام 2024. تدور أحداث الفيلم حول شمشون، الذي تتوقف خططه للسيطرة على العالم عندما تقرر زوجته كارين، وهي روبوت حاسوبي، تولي زمام الأمور.
قبل إصداره، سُرّب الفيلم كاملاً في أغسطس 2024 على الإنترنت. عُرض الفيلم رسميًا على نتفليكس في 7 مارس 2025.

## القصة
يحاول شمشون مجددًا سرقة وصفة سلطع برغر السرية، لكن دون جدوى. عندما يعود إلى منزله في مطعم تشام باكيت، فوجئ بأن زوجته كارين، الروبوت الحاسوبي، قد حوّلت المطعم إلى مطعم تشام ناجح ذي طابع مكسيكي، يتمتع بقاعدة زبائن نشطة. شعر بالإحباط لأن خطوتها لم تكن شريرة وفقًا لمواصفاته، فأحرق المكان. غضبت كارين من شمشون لعدم استماعه لأفكارها، فأزالت شريحة التعاطف من دوائرها الكهربائية، وتحولت إلى آلة ميكانيكية أكبر، وبدأت باستخدام المغناطيس لبناء حصن عائم عملاق، والسيطرة على العالم.

## الشخصيات
| الشخصية               | مؤدي الصوت     | ملاحظة |
| --------------------- | -------------- | ------ |
| شمشون                 | دوغلاس لورانس  | [ 4 ]  |
| كارين                 | جيل تالي       | [ 4 ]  |
| سبونج بوب سكوير بانتس | توم كيني       | [ 4 ]  |
| بسيط نجم              | بيل فاجيرباك   | [ 4 ]  |
| شفيق حبار             | رودجر بامباس   | [ 4 ]  |
| ساندي أمور            | كارولين لورانس | [ 4 ]  |
| مستر سلطع             | كلانسي براون   | [ 4 ]  |
| مدام نفيخة            | ماري جو كاتلت  | [ 4 ]  |
| لؤلؤة سلطع            | لوري آلان      | [ 4 ]  |
| سريع                  | توم كيني       | [ 4 ]  |
| الراوي                | توم كيني       | [ 4 ]  |

## روابط خارجية
- مقالات تستعمل روابط فنية بلا صلة مع ويكي بيانات